# Alaskapiphare
Alaskapiphare (Ochotona collaris) väger 160 gram och är en art i familjen pipharar som förekommer i bergsregioner av norra British Columbia, Yukon och Alaska samt i västra delar av Kanadas Northwest Territories.

## Utseende
Arten blir 17,8 till 19,8 cm lång (huvud och bål), har en kort svans och väger 130 till 200 g (oftast nära 160 g). Alaskapipharens bakre extremiteter är lite längre än de främre. Det finns fem fingrar och fyra tår vid varje hand respektive fot. Pälsen är på ovansidan gråbrun och på undersidan krämvit. Kring halsen förekommer ljusare hår som liknar en krage. Dessutom finns en krämvit till ljusbrun fläck i ansiktet som täcker en körtel. Tandformeln är I 2/1 C 0/0 P 2/3 M 2/3. De yttersta framtänderna i överkäken liknar en knappnål i utseende.

## Ekologi
Alaskapipharar lever ensamma och går inte i vinterdvala. Under sommaren samlar de stora mängder av växtdelar och förvarar dessa i håligheter under stenar. Därför gör de mellan juli och augusti tusentals utflykter.
Förutom ensamma individer observeras ibland par. Alaskapipharar stjäl ofta föda från varandra. Deras pipande läte gav familjen sitt svenska trivialnamn. Ochotona collaris har i motsats till nordamerikansk pika (Ochotona princeps) bara ett läte för att markera reviret och som varningsrop.
Denna piphare blir könsmogen efter ett år och honorna föder en gång per år två till tre ungar i en lya. Ungarna stannar ungefär 30 dagar i boet och efter att honan slutar ge di kommer ungarna ut. Sedan vistas ungarna bara några få dagar i honas närhet tills de letar efter ett eget territorium.
Arten äter flera olika växter som den hittar i utbredningsområdet. Alaskapiphare är liksom andra hardjur koprofag och den äter förutom sin egen spillning avföring från andra djur som grått murmeldjur (Marmota caligata) eller hermelin (Mustela erminea). Sällan kompletteras födan med en småfågel.
Denna piphare är själv byte för flera olika rovlevande djur som mårddjur, rödräv, kanadensiskt lodjur, rovfåglar och ugglor.

## Hot
En minskning av snötäcket kan påverka arten i framtiden. Hela populationen är fortfarande stor. IUCN listar arten som livskraftig (LC).